# Kluczewsko

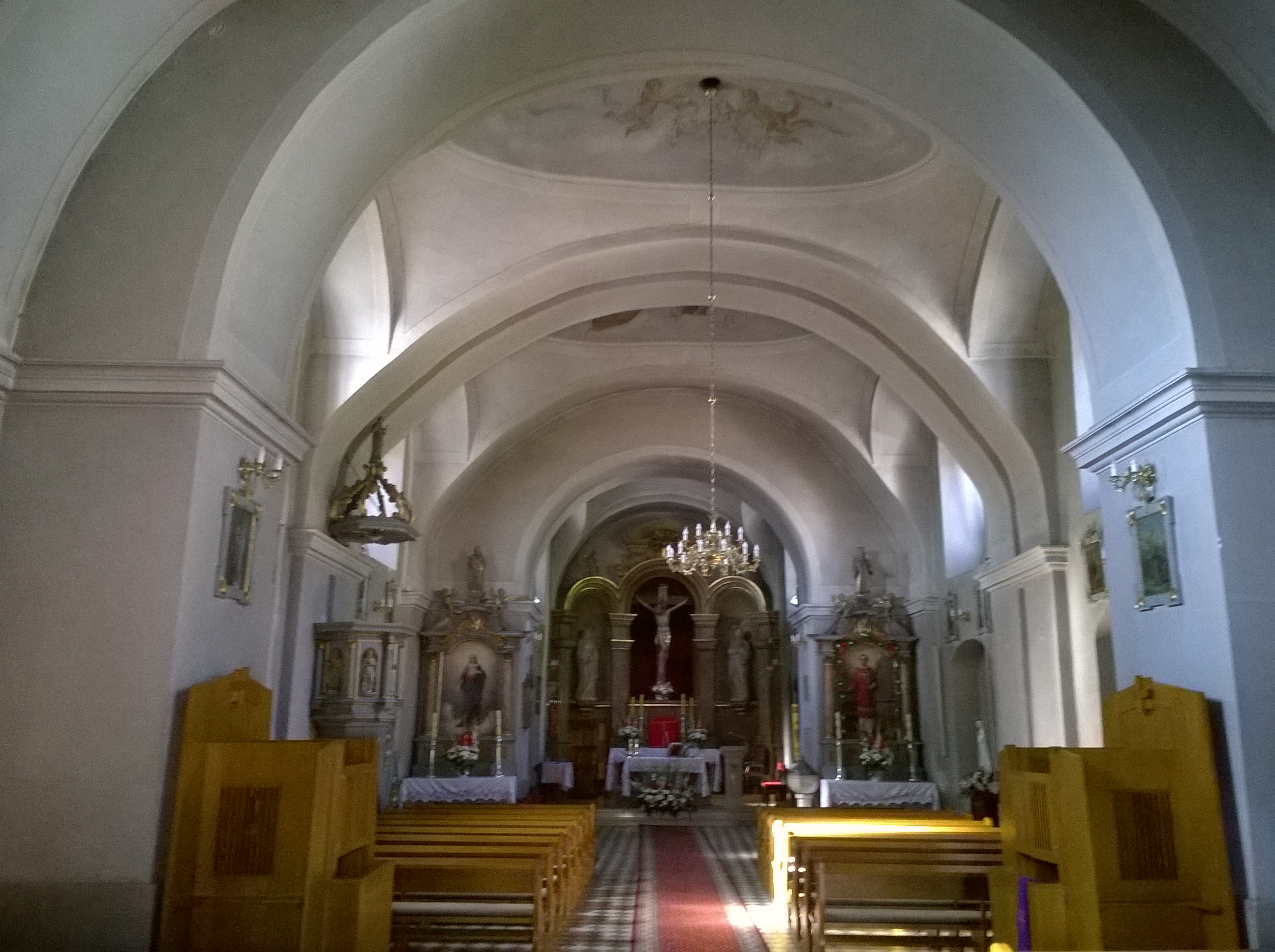
Kluczewsko - wnętrze kościoła

Kluczewsko – wieś w Polsce, położona w województwie świętokrzyskim, w powiecie włoszczowskim, w gminie Kluczewsko.
W latach 1975–1998 miejscowość administracyjnie należała do województwa piotrkowskiego.
Kluczewsko
Przez miejscowość przebiega droga wojewódzka nr 742.
Miejscowość jest siedzibą gminy Kluczewsko.
Kluczewsko leży w dolinie Czarnej Włoszczowskiej, na granicy Przedborskiego Parku Krajobrazowego, na trasie Włoszczowa – Przedbórz (droga wojewódzka nr 742). Znajduje się tu kościół parafialny Św. Wawrzyńca z przełomu XVIII i XIX wieku. Samodzielna parafia powstała w 1812 r. w  wyniku wydzielenia z parafii Januszewice.
W drugiej połowie XIX wieku dziedzicami Kluczewska była rodzina Turskich prowadząca m.in. stadninę Koni. W 1870 roku Antoni Turski na Wystawie Rolniczej w Warszawie otrzymał złoty medal za prezentowanego ogiera oraz srebrny za klacz.
We dworze w majątku rodzinnym Konarskich w Kluczewsku w 1910 r. urodziła się poetka Krystyna Konarska-Łosiowa.
5 września 1939 żołnierze Wehrmachtu po zajęciu wsi zgromadzili mieszkańców przed remizą strażacką. Tam zabili 6 osób a 5 ranili. Następnie Niemcy spalili 53 gospodarstwa.

## Integralne części wsi
| SIMC    | Nazwa         | Rodzaj    |
| ------- | ------------- | --------- |
| 1019591 | Ośrodek       | część wsi |
| 1019600 | Pod Chojną    | część wsi |
| 1019622 | Pod Kościołem | część wsi |
| 1019639 | Pod Szosą     | część wsi |

## Zabytki
- Kościół parafialny św. Wawrzyńca z początku XIX wieku.
- Neogotycki spichlerz dworski z XIX wieku.

## Sport
W miejscowości działa klub piłki nożnej, GKS Kluczewsko, założony w 1995 roku.